# 甲賀市立鮎河小学校
甲賀市立鮎河小学校（こうかしりつ あいがしょうがっこう）は、滋賀県甲賀市鮎河にあった市立の小学校。

## 所在地
- 滋賀県甲賀市土山町鮎河1201

## 沿革
- 1873年（明治6年） - 養正学校設立[1]。
- 1886年（明治19年） - 鮎河小学校と改称。
- 1889年（明治22年） - 鮎河南小学校と改称。
- 1892年（明治25年） - 鮎河尋常小学校と改称。
- 1906年（明治39年） - 大河原尋常小学校を統合し、大河原は分教場として1・2年生のみ受入。
- 1911年（明治44年） - 現在地に新築移転。
- 1941年（昭和16年）4月1日 - 国民学校令により鮎河国民学校と改称。
- 1942年（昭和17年） - 大河原分教場を廃止。
- 1948年（昭和23年） - 鮎河村立鮎河小学校と改称。
- 1955年（昭和30年） - 町村合併により土山町立鮎河小学校に改称。
- 2004年（平成16年） - 合併により甲賀市発足に伴い甲賀市立鮎河小学校に改称。
- 2015年（平成27年）3月 - 休校、児童は甲賀市立土山小学校へ通学[2]。
- 2018年（平成30年） 3月31日 - 閉校。

## 通学区域
- 土山町大河原、土山町鮎河[3]

## 進学先中学校
- 甲賀市立土山中学校